# Autrecourt-et-Pourron
Autrecourt-et-Pourron é uma comuna francesa na região administrativa de Grande Leste, no departamento Ardenas. Estende-se por uma área de 11,97 km². Em 2010 a comuna tinha 347 habitantes (densidade: 29 hab./km²).